# Arycanda obsoleta
Arycanda obsoleta är en fjärilsart som beskrevs av W. Warren 1896. Arycanda obsoleta ingår i släktet Arycanda och familjen mätare. Inga underarter finns listade i Catalogue of Life.